# Elke Herrmann (Juristin)
Elke Herrmann (* 1947 in Hamburg) ist eine deutsche Rechtswissenschaftlerin.

## Leben
Ab 1967 studierte sie Rechtswissenschaft an der Universität Hamburg (1972 erste juristische Staatsprüfung). Ab 1973 war sie wissenschaftliche Mitarbeiterin an der Universität Hamburg. Nach der zweiten juristischen Staatsprüfung 1976 wurde sie im selben Jahre wissenschaftliche Assistentin an der Universität Hamburg. Nach der Promotion 1978 in Hamburg bei Hans Hermann Seiler und 1985 Habilitation ebenda bei Hans Hermann Seiler/Götz Landwehr wurde sie dort Privatdozentin. 1985 vertrat sie einen Lehrstuhl an der FU Berlin. 1986 wurde sie Richterin am Landgericht Hamburg. 1989 wurde sie Professorin an der Universität Siegen. Von 1990 bis 1992 war sie Professorin an der Universität Hamburg. Seit 1992 war sie Professorin an der Universität Siegen für Bürgerliches Recht, Arbeitsrecht und Handels- und Gesellschaftsrecht. 1995 erhielt sie einen Ruf an die Universität Münster, 1996 an die Universität Greifswald. Beide Rufe lehnte sie ab.
Ihre Forschungsschwerpunkte sind zivilrechtliche Grundlagen; Schuldrecht, Sachenrecht; deutsches Zivilrecht und europarechtliche Einflüsse und Grundstrukturen des Arbeitsrechts.

## Schriften (Auswahl)
- Vollzug von Schenkungen nach § 518 II BGB. Diss. Hamburg 1978, OCLC 630855932.
- Der Störer nach § 1004 BGB. Zugleich eine Untersuchung zu den Verpflichteten der §§ 907, 908 BGB. (Habilitationsschrift), Duncker und Humblot, Berlin 1987, ISBN 3-428-06226-4.
- Kernstrukturen des Sachenrechts. Mohr Siebeck, Tübingen 2013, ISBN 3-16-152358-X.